# Куринское сельское поселение
Куринское сельское поселение — муниципальное образование в Апшеронском районе Краснодарского края России.
В рамках административно-территориального устройства Краснодарского края ему соответствует Куринский сельский округ.
Административный центр — станица Куринская, которая расположена на реке Пшиш, при впадении в неё левого притока Кура, в горно-лесной зоне, в 14 км западнее города Хадыженск.

## Население
| 2010  | 2012  | 2013  | 2014  | 2015  | 2016  | 2017  |
| ----- | ----- | ----- | ----- | ----- | ----- | ----- |
| 3187  | ↗3264 | ↗3283 | ↘3282 | ↗3316 | ↗3326 | ↗3349 |
| 2018  | 2019  | 2020  | 2021  | 2023  |       |       |
| ↘3337 | ↘3335 | ↗3353 | ↘3202 | ↘3173 |       |       |

## Населённые пункты
В состав сельского поселения (сельского округа) входят 4 населённых пункта:
| № | Населённый пункт | Тип населённого пункта | Население (чел.) |
| - | ---------------- | ---------------------- | ---------------- |
| 1 | Куринская        | станица                | ↗1903            |
| 2 | Городок          | хутор                  | ↗246             |
| 3 | Станционный      | посёлок                | ↗976             |
| 4 | Старый Куринский | хутор                  | ↘62              |